# Compartimentering (veiligheid)
Compartimentering is het fysiek opdelen van onder meer gebouwen, locaties waar massa's mensen komen en polders om bepaalde risico's uit te sluiten of te verkleinen.

## Brand
Bij het ontwerpen, bouwen of verbouwen van grotere gebouwen wordt rekening gehouden met de risico's van branden en ze worden daarom in compartimenten opgedeeld. Doel daarvan is dat een brand(je), als dat ergens uitbreekt, gedurende een zekere tijd binnen dat compartiment blijft en niet overslaat naar andere delen van het gebouw. Daartoe moeten onder meer muren, plafonds en deuren zodanig zijn uitgevoerd dat ze een brand een bepaalde tijd kunnen weerstaan. In het Nederlandse Bouwbesluit 2012 zijn daarover ook regels opgenomen. In nieuwe gebouwen wordt doorgaans uitgegaan van een maximale grootte van de brandcompartimenten van 1000 m².

## Mensenmassa's
Op plaatsen waar grotere aantallen mensen verblijven of bewegen kan het nodig zijn de ruimte door middel van bijvoorbeeld dranghekken in compartimenten op te delen. Dat helpt voorkomen dat mensenmassa's ongecontroleerd gaan bewegen, waardoor bijvoorbeeld mensen in de verdrukking kunnen raken. Compartimentering in dit verband wordt wel toegepast bij demonstraties en festivals en het is daar een onderdeel van crowd management.

## Waterwerken
In sommige polders worden compartimenteringsdijken aangelegd om te voorkomen dat in geval van een dijkdoorbraak de hele polder onderloopt. Ook van bestaande elementen in het landschap, zoals wegen, spoorwegen en geluidswallen, kan een compartimenterende werking uitgaan. Bij de bouw van bijvoorbeeld tunnels kunnen de risico's van een overstroming met compartimentering worden beperkt.